# 島津才兵衛
島津 才兵衛（しまづ さいべえ）は、江戸時代後期の米沢藩士。明治維新前から蝦夷地（北海道）開拓に従事した。

## 経歴
出羽国（現在の山形県）出身の米沢藩士。島津氏の分家、信濃島津氏を出自とする。
文化元年（1804年）に蝦夷地（現在の北海道）に渡航し、「峠下村より森村に至る官営道路人夫取り締まりとしての功績が認められた」として、当時の箱館開所の許可を受けて農家12戸を募り、千代田村（現在の北斗市千代田）に入植した。入植後には千代田村の島津家に、才兵衛と同じ米沢藩士の網谷という人物を師とする寺子屋（私塾）が開設されている。その私塾では才兵衛の子で愛之助（めでのすけ）、小次郎、新平など、男子5名、女子3名が学んでいたと、「新大野町史」には記されている。
1881年（明治18年）12月、隣接する一本木村と千代田村の分校を統合する際に、一本木村の開発功労者である川村新左衛門と才兵衛から、姓の頭文字を一つずつ取る形で「島川小学校」と命名された（現・北斗市立島川小学校）。